# Hahi-Mau (Ort)
Hahi-Mau ist eine osttimoresische Siedlung im Suco Maulau (Verwaltungsamt Maubisse, Gemeinde Ainaro). Das Dorf befindet sich im Westen der Aldeia Hahi-Mau, die eine Exklave südlich des Hauptgebietes von Maulau bildet, auf einer Meereshöhe von 1567 m. Durch die Aldeia führt von West nach Ost eine Straße, die auch das Dorf durchquert. Die Grundschule liegt östlich des Ortszentrums. Östlich von Hahi-Mau befindet sich die lose Besiedlung der Aldeia Ernaro (Suco Manelobas). Westlich durchquert die Straße die Aldeias Demutete und Hebau, bevor sie Lobibo, den Hauptort des Sucos Edi erreicht.